# Dante Spada
Dante Spada (Castellaneta, Tarento, Italia, 1960) es un dibujante de cómic italiano.

## Biografía
Autodidacta, en 1993 entró a formar parte del equipo de Martin Mystère y sus spin-offs (Zona X y Storie da Altrove). Posteriormente dibujó una aventura de Tex, que salió a la venta en 2007.